# Sentica
Sentica é um gênero de mariposa pertencente à família Acrolophidae.